# Madame Antoine
Madame Antoine (en hangul, 마담 앙트완) es una serie de televisión surcoreana de comedia romántica emitida durante 2016 centrándose en el experimento de un famoso psicoterapeuta y su equipo a una inteligente clarividente divorciada dueña de una cafetería que asegura hablar con el fantasma de María Antonieta de Austria, pero al pasar el tiempo el experimento se sale de las manos y se enamoran realmente, dejando al doctor en una situación inesperada.
Es protagonizada por Han Ye Seul conocida por su papel en El nacimiento de una belleza, Sung Joon en Hyde, Jekyll, Me, Jeong Jin Woon de la banda 2AM y el modelo Lee Joo Hyung. Fue transmitida por JTBC desde el 22 de enero hasta el 12 de marzo de 2016, con una extensión de 16 episodios emitidos las tardes de cada viernes y sábados a las 20:30 (KST).

## Argumento
Go Hye Rim (Han Ye Seul) es la dueña de un famoso café llamado Madame Antoine y adivina. Ella es muy buena en la adivinación y asegura tener una conexión espiritual con la desafortunada reina María Antonieta. Sin embargo, ella es en realidad un fraude y aunque carece de la supuesta conexión con la reina francesa, ella es en realidad una hábil lectora psicológica con una habilidad única para entender a las personas, lo que le permite leer la mente de las personas y consolarlas.
Choi Soo Hyun (Sung Joon) es un psicoterapeuta conocido como el médico del alma entre las estrellas de Hollywood. Hombre de muy buen aspecto capaz de derretir los corazones de las personas, en realidad es un frío analista que se entromete a través de la inferioridad y el dolor de alguien, escondiendo detrás de su dulce sonrisa un trauma infantil. Soo Hyun hace que Hye Rim participe en un proyecto de pruebas psicológicas dirigido por él mismo. Su objetivo es demostrar que el verdadero amor no existe. Coincidentemente, el nombre de su centro de tratamiento psicológico es también Madam Antoine.

## Reparto

### Personajes principales
- Han Ye Seul como Go Hye Rim.
- Sung Joon como Choi Soo Hyun.
  - Choi Seung Hoon como Soo Hyun (niño).
- Jung Jin Woon como Choi Seung Chan.
- Lee Joo Hyung como Won Ji Ho.

### Personajes secundarios
- Hwang Seung Eon como Go Yoo Rim.
- Jang Mi Hee como Bae Mi Ran.
- Byun Hee-bong como Presidente Kim Moon Gon.
- Kim Sung Hoon como Lee Bi Seo.
- Moon Ji In como Lee Kyung Joo.
- Kim Jae Kyung como Jyuni.
- Bae Yoo-ram como Lee Jin Soo.[5]
- Lee Sun Bin como Lee Ma Ri.
- Choi Tae Hwan como Sung Ho.
- Jo Eun Ji como Yoo Sun / Emma.

### Apariciones especiales
- Go Joo-won como el exmarido de Go Hye-rim (ep. 2-3).[6]
- Tae In-ho como Kang Tae-hwa (ep. #11-12).[7]
- Choi Byung-mo como el esposo de Go Yoo-rim en el sueño de Won Ji-ho (ep. #12)

## Emisión internacional
- Estados Unidos: Tan-TV (2016).
- Hong Kong: Drama Channel (2017).